# Landschaftsschutzgebiet Medebach

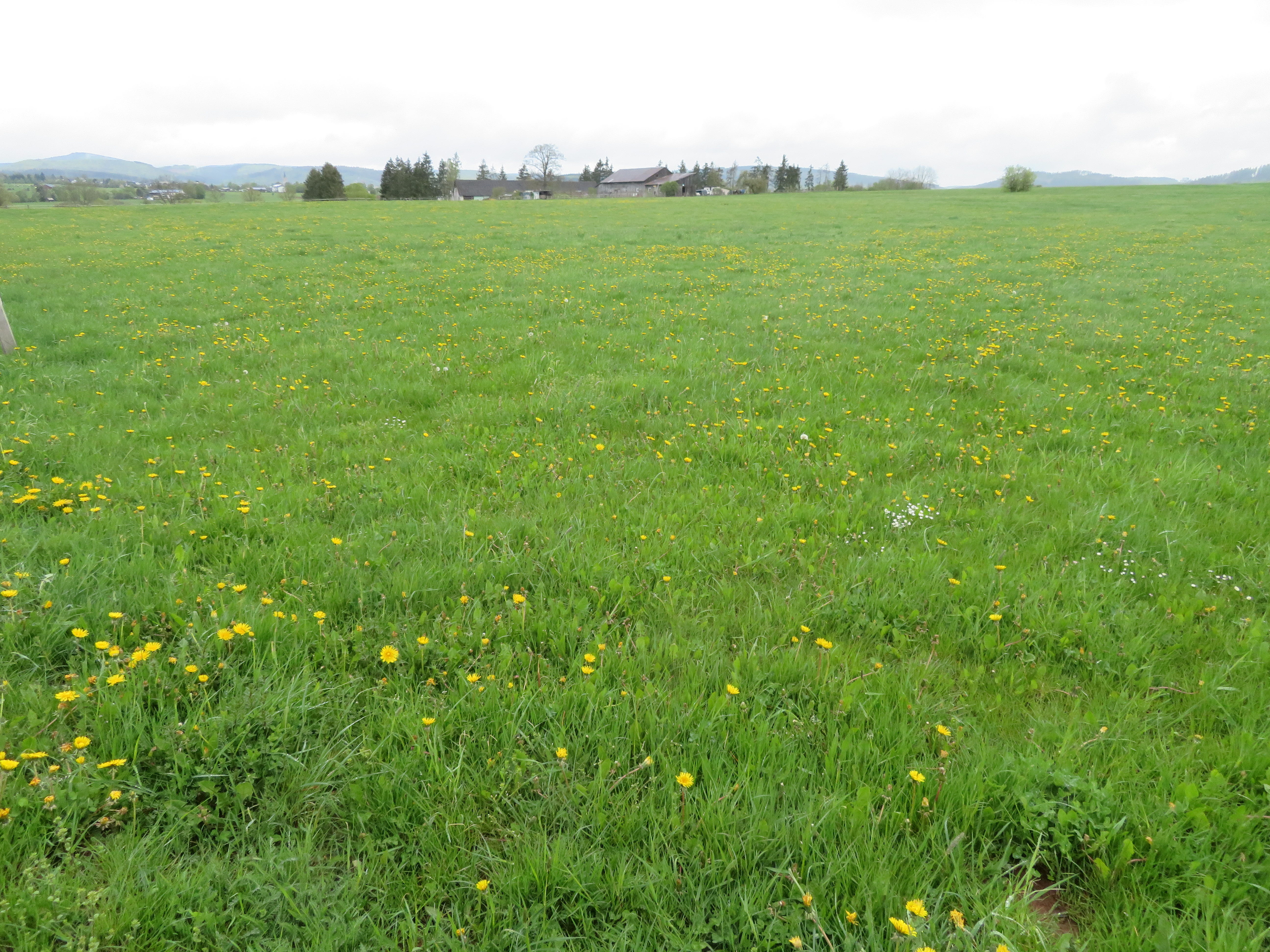
Blick auf Bereich Holtischfeld

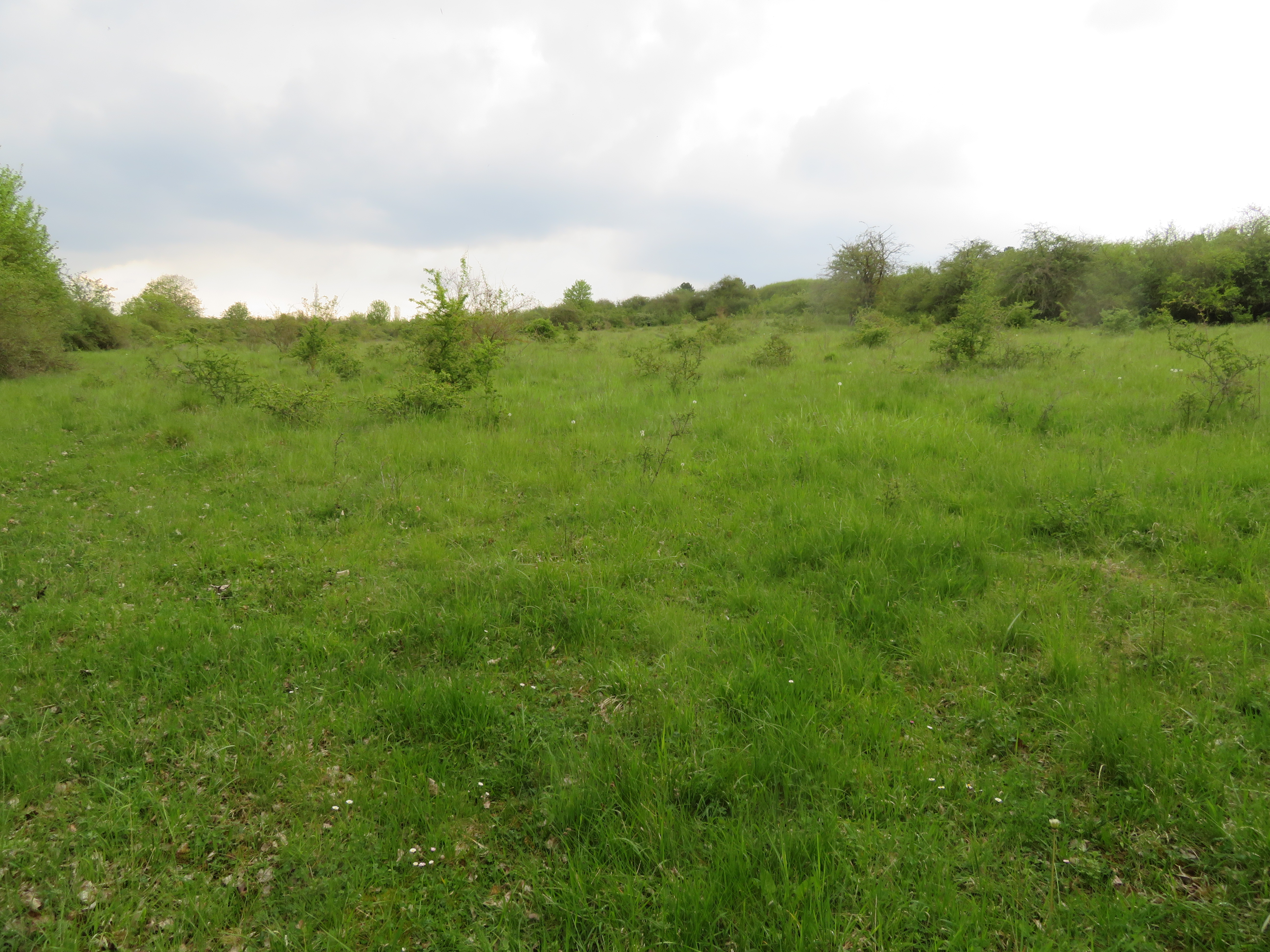
Neuntöter-Brutbereich südöstlich Holtischfeld

Das Landschaftsschutzgebiet Medebach mit 4.465,21 ha Flächengröße liegt im Stadtgebiet von Medebach und im Hochsauerlandkreis. Das Gebiet wurde 2003 mit dem Landschaftsplan Medebach durch den Kreistag des Hochsauerlandkreises als Landschaftsschutzgebiet (LSG) ausgewiesen. Das LSG ist eines von 13 Landschaftsschutzgebieten in der Stadt Medebach. In der Stadt gibt es ein Landschaftsschutzgebiet vom Typ A, neun Landschaftsschutzgebiete vom Typ B, Ortsrandlagen, Landschaftscharakter und drei Landschaftsschutzgebiete vom Typ C, Wiesentäler und ornithologisch bedeutsames Offenland. Das Landschaftsschutzgebiet Medebach wurde als Landschaftsschutzgebiet vom Typ A, Großräumiger Landschaftsschutz bzw. Allgemeiner Landschaftsschutz, ausgewiesen. Das LSG gehört zum Europäischen Vogelschutzgebiet Medebacher Bucht und zum Naturpark Sauerland-Rothaargebirge.

## Beschreibung
Das LSG umfasst großflächig alle Flächen in Medebach, welche außerhalb vom Bebauungsbereich und anderen Schutzgebieten liegen. Im LSG liegen hauptsächlich Waldbereiche, ferner großflächige Bereiche mit Offenland (Grünland und Acker) und kleinere Bereiche mit Weihnachtsbaum-, Schmuckreisig- und Baumschul-Kulturen. Das LSG geht teils bis an den Siedlungsrand.

## Schutzzweck
Die Ausweisung erfolgte zur Sicherung und Erhaltung der natürlichen Erholungseignung und der Leistungsfähigkeit des Naturhaushaltes gegenüber den vielfältigen zivilisatorischen Ansprüchen an Natur und Landschaft. Schaffung eines leistungsfähigen Umgebungsschutzes (ökologische Pufferzone) für die strenger geschützten Teile der Stadt Medebach, auch und insbesondere für die Natura-2000-Flächen im Sinne der Fauna-Flora-Habitat-Richtlinie und der Vogelschutzrichtlinie.

## Rechtliche Vorschriften
Wie in den anderen Landschaftsschutzgebieten im Stadtgebiet besteht im LSG ein Verbot Bauwerke zu errichten. Vom Verbot ausgenommen sind Bauvorhaben für Gartenbaubetriebe, Land- und Forstwirtschaft (§ 35 Abs. 1 Nr. 1 und 2 des Baugesetzbuches). Die Untere Naturschutzbehörde kann Ausnahme-Genehmigungen für Bauten aller Art erteilen.